# Langer Pfeffer
Langer Pfeffer (Piper longum), auch Stangenpfeffer genannt, ist eine Art aus der Gattung Pfeffer in der Familie der Pfeffergewächse (Piperaceae). Er wird auf Tamil/Malayalam Pippali genannt und gab der gesamten Gattung Piper (deutsch: Pfeffer, entstanden aus mittelhochdeutsch Phëffer) den Namen.

## Vorkommen und Geschichte
Langer Pfeffer wächst wild in ganz Indien, vom Fuß des Himalayas bis Südindien, auch in Nepal. Er gilt als die erste Pfefferart, die das Mittelmeer erreichte, und war in Europa vor dem heute gebräuchlichen echten Pfeffer bekannt. Alexander der Große soll ihn aus Indien mitgebracht und in Europa eingeführt haben. Die Griechen und Römer importierten Langen Pfeffer und wertschätzten ihn als Heilmittel und Gewürz. Langer Pfeffer wurde in Europa bis ins 17. Jahrhundert viel genutzt, dann aber vom echten Pfeffer fast vollkommen verdrängt. Heute gilt er als „exotisches“ Gewürz und ist oftmals nur in speziellen Geschäften (beispielsweise Asialäden) zu erhalten.

## Beschreibung

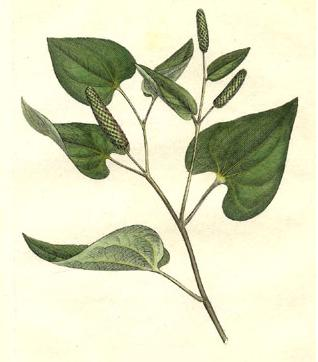
Langer Pfeffer (Piper longum), Illustration

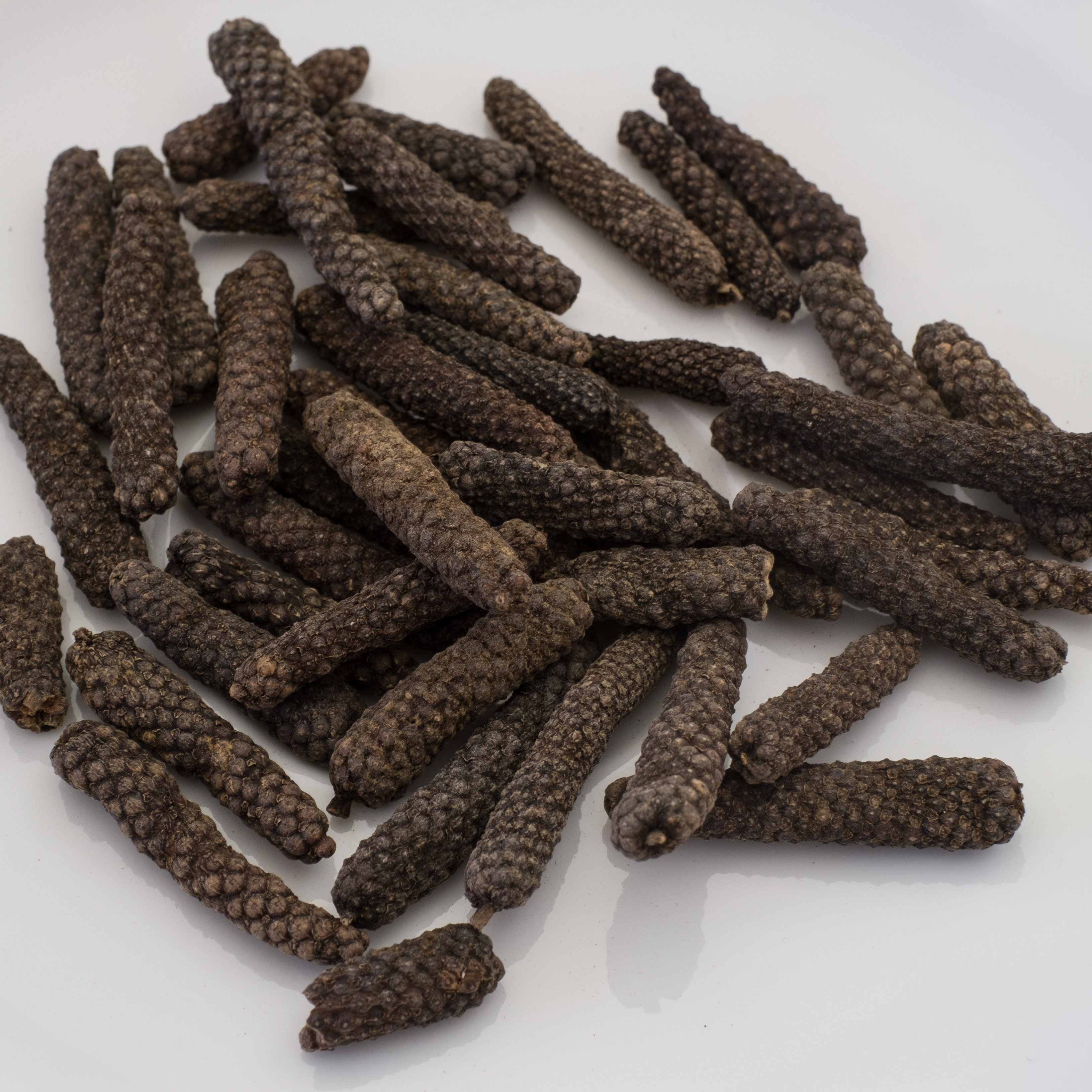
Getrocknete Fruchtstände des Langen Pfeffers

Langer Pfeffer ist eine ausdauernde Pflanze oder ein Halbstrauch mit schlanken Sprossachsen, die bis etwa 1 Meter hoch wächst. Er besitzt wechselständige, ei- bis herzförmige, bis 8 cm lange und bis 8 cm breite, ganzrandige, spitze bis zugespitzte, gestielte bis fast sitzende Laubblätter.
Der Lange Pfeffer ist zweihäusig diözisch. Die kleinen, eingeschlechtlichen Blüten ohne Blütenhülle stehen in schlanken Ähren und werden von schildartigen Deckblättern verdeckt. Die längeren männlichen Ähren können 5 bis 8 cm lang werden, die kürzeren weiblichen nur 2,5 bis 5 cm. Letztere sind glatt, nur die Narbe ist freigelegt.
Es werden kleine, steinfruchtartige, einsamige und rötlich-braune Früchte gebildet, die meist zapfenartig in einem Fruchtverband verwachsen sind.
Die Chromosomenzahl beträgt 2n = 52, seltener 26, 44 oder 60.

## Verwendung

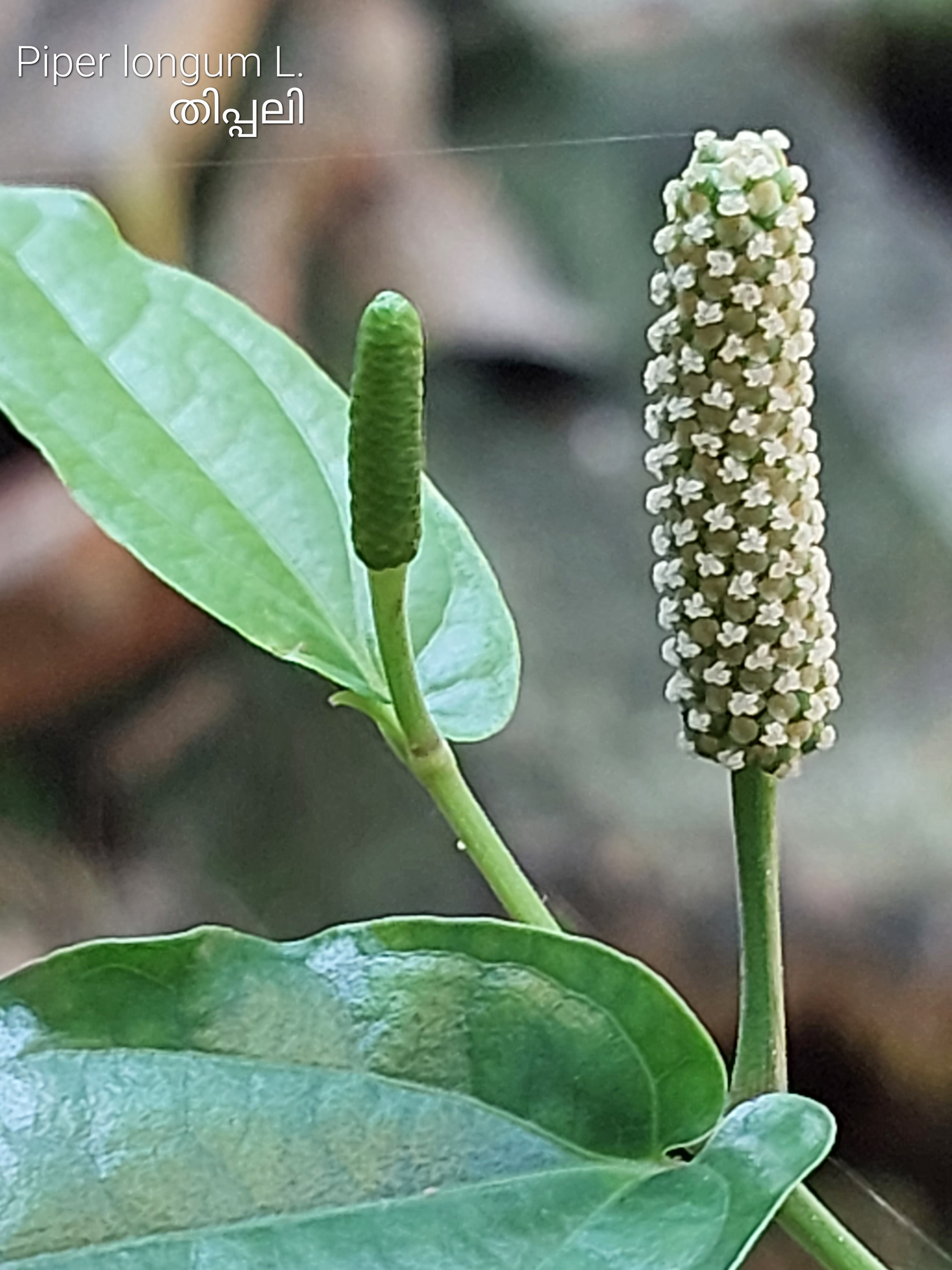
Blütenstand
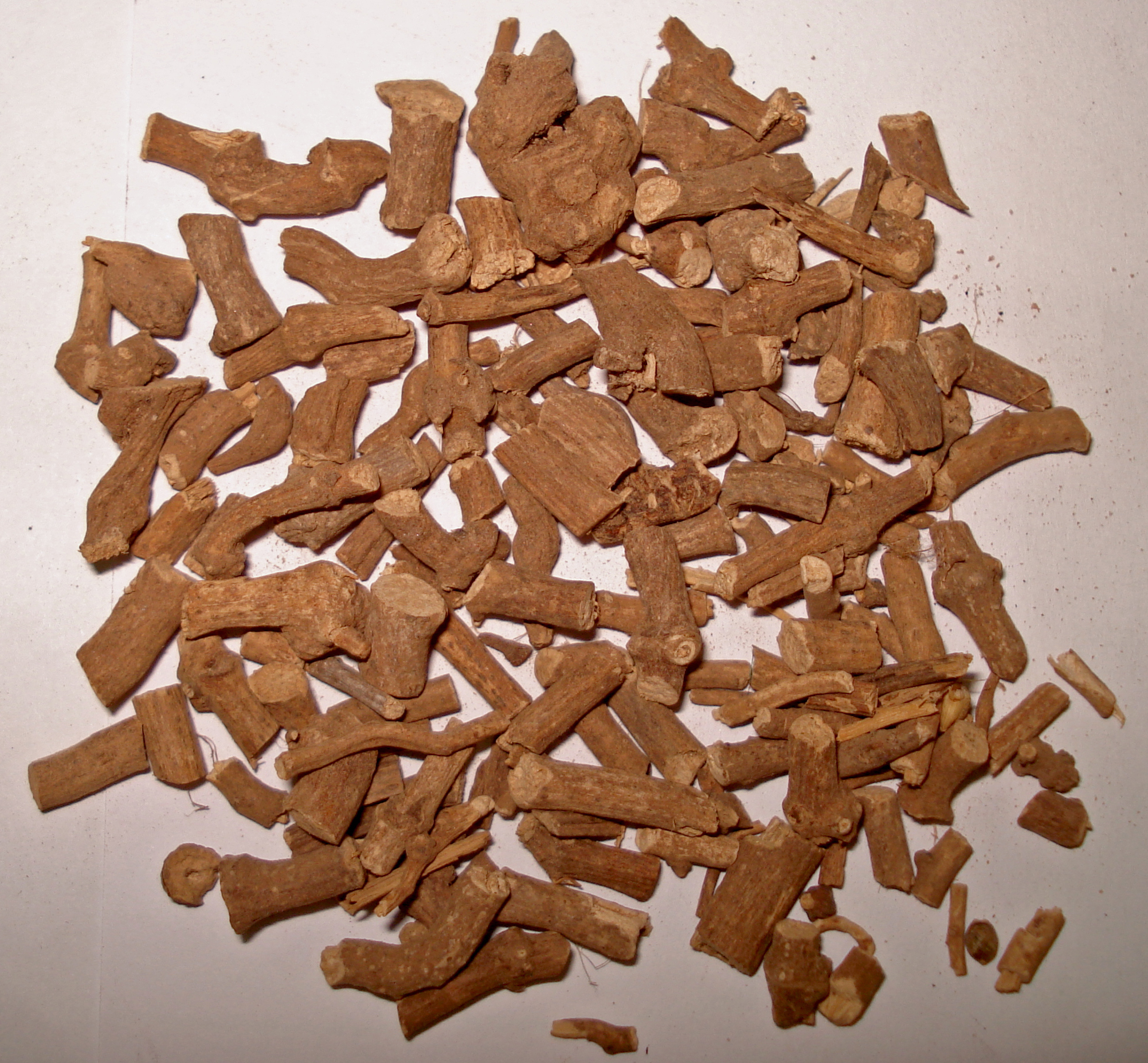
„Ganthoda“, die Wurzel von Piper longum, in zerkleinerter, getrockneter Form

Die Fruchtstände werden in verschiedenen Reifestufen geerntet und getrocknet als Langer Pfeffer gehandelt und überwiegend als Gewürz, in Indien aber auch als Heilmittel verwendet. Langer Pfeffer ist recht selten und schärfer als schwarzer Pfeffer und hat einen leicht süßlichen und säuerlichen Geschmack. Er kann als vollwertiger Ersatz für schwarzen Pfeffer genutzt werden, ist jedoch teurer als dieser. Es empfiehlt sich, die Fruchtstände erst kurz vor Verwendung zu zerkleinern. Diese lassen sich dann mit einem Mörser oder einer Gewürzmühle mit einem starken Mahlwerk zermahlen und so sehr gut in der Küche einsetzen.
In Indien sehr bekannt ist die Verwendung der Wurzeln der Pflanze, die dort als „Ganthoda“ bezeichnet und meist in Pulverform angeboten werden. Das Pulver wird als ayurvedisches Heilmittel, aber auch als Gewürz verwendet.
Ähnlich, und ebenfalls „Piper longum“ genannt, ist der Java-Pfeffer (Piper retrofractum oder Piper officinarum) aus Südostasien.